# Varga Sándor (játékvezető)
Varga Sándor (Szolnok, 1951. június 4. – 2021. július 10.) magyar nemzetközi labdarúgó-játékvezető és ellenőr. Polgári foglalkozása MÁV dolgozó, nyugdíjas.

## Pályafutása

### Labdarúgóként
Serdülő korától Szolnokon aktív labdarúgójátékos volt. A korosztályi csoportokkal haladt egyre előbbre és lett képzett labdarúgó. Felkészültségére jellemző, hogy futballozott az NB I -ben és az NB I-ben is.

### Nemzeti játékvezetés
Játékvezetésből Szolnokon vizsgázott 1978-ban. Ezt követően a Szolnok megyei Labdarúgó-szövetség által üzemeltetett labdarúgó bajnokságokban kezdte sportszolgálatát. A Szolnok megyei Labdarúgó-szövetség JB minősítésével NB III-as, egyben országos utánpótlás-bíró. A Magyar Labdarúgó-szövetség Játékvezető Testületének (JT) döntésével NB II-es, majd 1987-től NB I játékvezető. A játékvezetői vizsga letételét követően a megyei labdarúgó osztályokban szerezte meg a szükséges tapasztalatokat sportvezetőinek, ellenőreinek javaslatára 1987-ben.
Foglalkoztatására jellemző, hogy az 1992/1993-as bajnoki idényben 17 mérkőzést vezethetett. Küldési gyakorlat szerint rendszeres partbírói szolgálatot is végzett. A nemzeti játékvezetéstől 1998-ban visszavonult. Már aktív időszakában bekapcsolódott az országos futsal, kispályás (4+1) labdarúgó-játékvezetésbe. A strandlabdarúgás megalakulásától aktív, közreműködő részese volt a tornáknak, illetve a döntő mérkőzéseknek. A strandlabdarúgó-játékvezetéstől 2008 nyarán az országos döntőn búcsúztatták
NB I-es mérkőzéseinek száma: 161.
| Időpont            | Helyszín               | Mérkőzés típusa          | Mérkőzés                         | Eredmény | Nézők száma |
| ------------------ | ---------------------- | ------------------------ | -------------------------------- | -------- | ----------- |
| 1987. március 17.  | ETO Stadion, Győr      | első NB I-es mérkőzése   | Győri ETO FC–Zalaegerszegi TE FC | 1 – 1    | 7000        |
| 1998. november 28. | DVTK-stadion, Diósgyőr | utolsó NB I-es mérkőzése | Diósgyőri VTK–BVSC               | 2 – 1    | 8000        |

#### Nemzetközi játékvezetés
A Magyar Labdarúgó-szövetség JB  terjesztette fel nemzetközi játékvezetőnek, a Nemzetközi Labdarúgó-szövetség (FIFA) 1989-től tartotta nyilván bírói keretében. Egy nemzetek közötti válogatott, valamint több UEFA-kupa, Kupagyőztesek Európa-kupája és UEFA-bajnokok ligája klubmérkőzést vezetett, vagy működő társának partbíróként segített, majd 4. bíróként működött. Több alkalommal Puhl Sándor 4. (tartalék) játékvezetője. A magyar nemzetközi játékvezetők rangsorában, a világbajnokság-Európa-bajnokság sorrendjében többedmagával a 21. helyet foglalja el 1 találkozó szolgálatával. A nemzetközi játékvezetéstől 1995-ben búcsúzott. Válogatott mérkőzéseinek száma: 1.

#### Labdarúgó-Európa-bajnokság

##### Selejtező mérkőzés
Az 1992-es labdarúgó-Európa-bajnokságra az UEFA JB játékvezetőként foglalkoztatta. 
| Időpont         | Helyszín                    | Mérkőzés típusa           | Mérkőzés       | Eredmény | Nézők száma |
| --------------- | --------------------------- | ------------------------- | -------------- | -------- | ----------- |
| 1991. május 26. | Qemal Stafa Stadion, Tirana | előselejtező (1. csoport) | Albánia–Izland | 1 – 0    | 5000        |

##### Európa-bajnoki mérkőzés
4. (tartalék) játékvezetőként kapott küldést.
| Időpont          | Helyszín                | Mérkőzés típusa              | Mérkőzés             | Játékvezető | Asszisztensek                | Eredmény | Nézők száma |
| ---------------- | ----------------------- | ---------------------------- | -------------------- | ----------- | ---------------------------- | -------- | ----------- |
| 1992. június 11. | Központi Stadion, Malmö | csoportmérkőzés (A. csoport) | Franciaország–Anglia | Puhl Sándor | Szilágyi Sándor/Varga László | 0 – 0    | 26 535      |

## Sportvezetői pályafutása
Az MLSZ JB NB I-es ellenőre, a Kelet-Magyarországi régió felelős instruktor, az Oktatási és Vizsgáztatási Albizottság tagja.

## Szakmai sikerek
2013-ban Berzi Sándor, az MLSZ alelnöke, egyben az MLSZ JB elnöke 35 éves vizsgája alkalmából emléktárgyat adott részére.
Élete utolsó éveiben sporttevékenységét számos díjjal és kitüntetéssel jutalmazták.